# ХТЗ-12
ХТЗ-12 — электротрактор Харьковского тракторного завода имени Серго Орджоникидзе. Производство начато в 1952 году, однако в связи с тем, что в хозяйстве страны трактор себя не оправдал, было выпущено  всего 32 единицы.

## Описание и конструкция
Электротрактор был сконструирован во Всесоюзном институте электрификации сельского хозяйства доктором технических наук Листовым П. Н. и инженером Стеценко В. Г. на базе гусеничного СХТЗ-НАТИ, на раму которого был установлен электродвигатель мощностью 38 квт, на напряжение 1000 вольт трёхфазного переменного тока и барабан с гибким кабелем, защищенные обтекаемым капотом. Кабель подсоединялся к полевой электростанции или передвижной трансформаторной подстанции, подключённой к высоковольтной сети, и в процессе работы наматывался и разматывался специальным механизмом с направляющей стрелой. Подстанция подключалась напрямую к высоковольным проводам посредством токосъёмной мачты. Длина кабеля вместе со стрелой — до 750 метров. Без перемещения подстанции трактор мог обрабатывать 15-60 гектаров земли, а при использовании дополнительной кабельной тележки — свыше 200 га. Трактор обслуживался одним трактористом.

## Недостатки
Основными недостатками электротрактора были высокая начальная цена и быстрый износ кабеля питания. Кроме того, трактор не мог передвигаться самостоятельно вне досягаемости сетей или перевозить за собой подстанцию вдоль линии электропередач - для этого требовалась совместная работа как минимум двух электротракторов или буксировка обычным трактором.